# Roger Mayer
Roger Mayer (* 21. April 1926 in Manhattan, New York City; † 24. März 2015 in Los Angeles, Kalifornien) war ein US-amerikanischer Filmproduzent.
Mayer studierte Recht an der Yale University und machte danach einen Abschluss an der Yale Law School. Sein Studium wurde durch seine Dienstzeit als Soldat im Zweiten Weltkrieg unterbrochen. Er arbeitete nach seinem Studienabschluss neun Jahre als Anwalt für Columbia Pictures, bevor er zu Metro-Goldwyn-Mayer wechselte, wo er von 1961 bis 1986 tätig war. Hier machte er sich vor allem um Filmrestaurierung verdient. Er stieg bis zum Leiter der MGM Laboratories auf und übernahm dann die Führung von Turner Entertainment, deren Bibliothek MGM 1986 kaufte. 2005 setzte er sich zur Ruhe. Ferner war er Mitglied des National Film Preservation Board der Library of Congress und gehörte der Academy of Motion Picture Arts and Sciences an. Außerdem engagierte er sich vielfach beim Motion Picture & Television Fund.
Bei der Oscarverleihung 2005 erhielt Mayer für seine Arbeit für den Motion Picture & Television Fund und seine Bemühungen um die Restaurierung von Filmen den Jean Hersholt Humanitarian Award. Die International Documentary Association zeichnete ihn 1995 mit dem Preservation and Scholarship Award aus. 2005 erhielt er einen Emmy für seine Beteiligung an einer Folge der Serie American Masters über Judy Garland.
Mayer war verheiratet und Vater zweier Kinder. Er starb an den Folgen eines Herzanfalls im Alter von 88 Jahren.